# Creu de Montblanc
La Creu de Montblanc és una creu de terme de Prades (Baix Camp) situada a l'avinguda de la Mare de Déu de l'Abellera, a l'inici del ramal del Camí Vell de Montblanc.